# Dacnis à pattes noires
Dacnis nigripes
Espèce
Statut de conservation UICN

 NT  : Quasi menacé
Le Dacnis à pattes noires (Dacnis nigripes) est une espèce de passereaux de la famille des Thraupidae.

## Répartition
Il est endémique au Brésil. 

## Habitat
Il habite la forêt humide tropicale et subtropicale de plaine et de montagne. Il est réparti du niveau de la mer jusqu'à 1 700 m d'altitude.
Il est menacé par la perte de son habitat.

## Alimentation
Il se nourrit de baies, de graines, d'insectes et du nectar d'eucalyptus.

## Reproduction
Il se reproduit entre octobre et février. Il construit son nid dans des arbres qui ont de nombreux épiphytes, particulièrement les Usnea, qui sont un composant majeur de leur nid.